# Paraphrynus cubensis
Paraphrynus cubensis är en spindeldjursart som beskrevs av Quintero 1983. Paraphrynus cubensis ingår i släktet Paraphrynus och familjen Phrynidae. Inga underarter finns listade i Catalogue of Life.